# Сборная Марокко по регби
Сборная Марокко по регби (араб. منتخب المغرب للرغبي‎, фр. Équipe du Maroc de rugby) представляет страну в международных соревнованиях по регби-15 высшего уровня. Команда управляется Марокканской королевской федерацией регби. Сборная ежегодно принимает участие в кубке Африки, в 2003 и 2005 годах марокканцы выигрывали турнир. Как правило, домашние матчи сборной проходят в Касабланке.
Арабская команда ни разу не становилась участником финальной части чемпионата мира, тем не менее, сборная участвовала ещё в отборочном турнире к чемпионату 1991 года.

## История
Первый матч команда провела 25 декабря 1931 года в Рабате, марокканцы принимали испанских регбистов и уступили со счётом 6:14. Реванш мог состояться спустя три дня, но теперь в матче была зафиксирована ничья (10:10). В апреле следующего года команды встретились вновь, и марокканцы проиграли 8:14, матч прошёл в Мадриде. В декабре испанцы оказались сильнее уже с заметным преимуществом (14:0). После четырёх проведённых встреч африканцы взяли длительную паузу. Игру на международном уровне марокканцы возобновили лишь в 1967 году.
После перерыва африканцы снова сыграли с Испанией и проиграли в пятый раз (0:3). Очередная встреча оппонентов в Касабланке принесла марокканцам первую победу — команда превзошла европейцев всего на одно очко. В конце 1970 года коллектив уступил французским регбистам в товарищеском матче, а через год обыграл итальянцев в Неаполе. Затем последовало домашнее поражение от Румынии (0:25). В 1972 году, снова в товарищеском матче с французами, марокканцы проиграли с крупным счётом 6:73. В 1975 году сборная обыграла Бельгию в Брюсселе. Позже африканцы одержали победы над Италией и ФРГ. Команда по-прежнему уступала французам и румынам. В 1983 году прошёл ещё один матч между французскими и марокканскими спортсменами — первые выиграли со счётом 16:9.
Команда участвовала в отборочном турнире к кубку мира 1991 года. В 1990 году арабы уступили Зимбабве (0:16) и Тунису (12:16), но выиграли у ивуарийцев (11:4). В результате сборная выбыла из дальнейшей борьбы. В следующем отборочном цикле команда победила Тунис (6:5) и проиграла Кот-д’Ивуару, чего оказалось достаточно для выхода во второй раунд. Там команда снова проиграла регбистам с Берега Слоновой Кости, оказалась слабее Зимбабве и провела ничейный матч с Намибией.
Сборная играла в четвёртом раунде отбора к чемпионату 1999 года. Игрокам предстояло встретиться с Намибией, Зимбабве и Кот-д’Ивуаром. В итоге сборная стала второй, пропустив вперёд намибийцев, и прошла в международный раунд плей-офф. Встреча с Уругваем не увенчалась для африканцев успехом, и марокканцы проиграли оба матча. В 2000 году сборная стала участником первого сезона Кубка европейских наций. Команда играла на достаточно высоком уровне и смогла преподнести европейским регбистам сюрприз, обыграв румын (18:10). В том же году арабы сыграли с молодёжной сборной ЮАР (до 23 лет). В квалификации к мировому первенству 2003 года коллектив одержал победу над ивуарийцами и проиграл Тунису. В феврале команда сыграла с любительской сборной Франции — матч в Рабате завершился триумфом хозяев (32:22).
Попытка пройти отбор на французский кубок мира в 2007 году также стала безуспешной. Команде удалось превзойти Уганду (36:3) и сыграть с Кот-д’Ивуаром вничью (9:9). Затем игроки дважды проиграли Намибии (7:25 в Виндхуке и 8:27 в Касабланке). Несмотря на это, сборная вышла в международные стыковые матчи, однако португальские оппоненты вышли из двухматчевой серии победителями. Отбор к чемпионату 2011 года команда провалила в самом начале, проиграв домашнюю встречу с Кот-д’Ивуаром (9:21). Сборная не смогла принять участие в кубке АФрики 2011 года, в результате чего организаторы турнира перевели команду в дивизион 1B. После поражений от Мадагаскара и Сенегала марокканцы выбыли в дивизион 1C и лишились права участвовать в отборе к чемпионату мира 2015 года, финальная часть которого прошла в Англии.

## Чемпионаты мира
| Чемпионат мира | Чемпионат мира  | Чемпионат мира  | Чемпионат мира  | Чемпионат мира  | Чемпионат мира  | Чемпионат мира  | Чемпионат мира  |                 | Отборочный турнир | Отборочный турнир | Отборочный турнир | Отборочный турнир | Отборочный турнир | Отборочный турнир |
| Year           | Round           | И               | В               | Н               | П               | О+              | О-              | И               | В                 | Н                 | П                 | О+                | О-                |                   |
| -------------- | --------------- | --------------- | --------------- | --------------- | --------------- | --------------- | --------------- | --------------- | ----------------- | ----------------- | ----------------- | ----------------- | ----------------- | ----------------- |
| 1987           | не приглашены   | не приглашены   | не приглашены   | не приглашены   | не приглашены   | не приглашены   | не приглашены   | не приглашены   | -                 | -                 | -                 | -                 | -                 | -                 |
| 1991           | не прошли отбор | не прошли отбор | не прошли отбор | не прошли отбор | не прошли отбор | не прошли отбор | не прошли отбор | не прошли отбор | 3                 | 1                 | 0                 | 2                 | 23                | 36                |
| 1995           | не прошли отбор | не прошли отбор | не прошли отбор | не прошли отбор | не прошли отбор | не прошли отбор | не прошли отбор | не прошли отбор | 5                 | 2                 | 1                 | 2                 | 51                | 76                |
| 1999           | не прошли отбор | не прошли отбор | не прошли отбор | не прошли отбор | не прошли отбор | не прошли отбор | не прошли отбор | не прошли отбор | 5                 | 3                 | 0                 | 2                 | 65                | 53                |
| 2003           | не прошли отбор | не прошли отбор | не прошли отбор | не прошли отбор | не прошли отбор | не прошли отбор | не прошли отбор | не прошли отбор | 2                 | 1                 | 0                 | 1                 | 49                | 48                |
| 2007           | не прошли отбор | не прошли отбор | не прошли отбор | не прошли отбор | не прошли отбор | не прошли отбор | не прошли отбор | не прошли отбор | 8                 | 3                 | 1                 | 4                 | 108               | 100               |
| 2011           | не прошли отбор | не прошли отбор | не прошли отбор | не прошли отбор | не прошли отбор | не прошли отбор | не прошли отбор | не прошли отбор | 2                 | 1                 | 0                 | 1                 | 38                | 39                |
| 2015           | не прошли отбор | не прошли отбор | не прошли отбор | не прошли отбор | не прошли отбор | не прошли отбор | не прошли отбор | не прошли отбор | 2                 | 0                 | 0                 | 2                 | 53                | 61                |
| Всего          | 0/7             | 0               | 0               | 0               | 0               | 0               | 0               | 27              | 11                | 2                 | 14                | 387               | 413               |                   |

## Результаты
По состоянию на 28 февраля 2013 года.
| Соперник            | Матчи | Победы | Поражения | Ничьи | Доля побед |
| ------------------- | ----- | ------ | --------- | ----- | ---------- |
| Андорра             | 1     | 1      | 0         | 0     | 100 %      |
| Бельгия             | 4     | 3      | 1         | 0     | 75 %       |
| Германия            | 3     | 2      | 1         | 0     | 67 %       |
| Грузия              | 1     | 0      | 1         | 0     | 0 %        |
| Дания               | 1     | 1      | 0         | 0     | 100 %      |
| Замбия              | 1     | 1      | 0         | 0     | 100 %      |
| Зимбабве            | 3     | 1      | 2         | 0     | 33 %       |
| Испания             | 20    | 5      | 13        | 2     | 25 %       |
| Италия              | 8     | 2      | 6         | 0     | 25 %       |
| Камерун             | 3     | 3      | 0         | 0     | 100 %      |
| Кения               | 3     | 2      | 1         | 0     | 67 %       |
| Кот-д’Ивуар         | 13    | 10     | 2         | 1     | 77 %       |
| Мадагаскар          | 3     | 2      | 1         | 0     | 67 %       |
| Намибия             | 7     | 2      | 4         | 1     | 29 %       |
| Нидерланды          | 7     | 4      | 3         | 0     | 57 %       |
| Польша              | 8     | 2      | 6         | 0     | 25 %       |
| Португалия          | 14    | 5      | 7         | 2     | 36 %       |
| Румыния             | 9     | 1      | 8         | 0     | 11 %       |
| Сенегал             | 1     | 0      | 1         | 0     | 0 %        |
| Сербия и Черногория | 2     | 2      | 0         | 0     | 100 %      |
| СССР                | 2     | 0      | 2         | 0     | 0 %        |
| Тунис               | 3     | 3      | 0         | 0     | 100 %      |
| Уганда              | 2     | 2      | 0         | 0     | 100 %      |
| Уругвай             | 2     | 1      | 1         | 0     | 50 %       |
| ФРГ                 | 6     | 4      | 2         | 0     | 67 %       |
| Хорватия            | 1     | 0      | 1         | 0     | 0 %        |
| Чехословакия        | 5     | 2      | 3         | 0     | 40 %       |
| Всего               | 133   | 61     | 66        | 6     | 46 %       |